# 病態生理学
病態生理学（びょうたいせいりがく、英: Pathophysiology）とは、生体の正常機能を学ぶ生理学に対して、その破綻により症状や疾病が引きおこされる機序や経過を理解するための学問である。病理生理学ともいう。病理学に名称は類似するが、生理学の関連分野である。これらを化学的に解明する学問を病態生化学という。
以下のような学問体系がある。

## 学問体系
- 代謝病態生理学
- 呼吸病態生理学
- 環境病態生理学
- 循環病態生理学
- 脳病態生理学